# Barometer-Frage

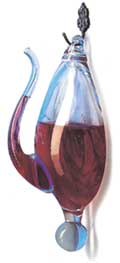
Ein Sturmglas oder Goethe-Wetterbarometer, ein früher praktischer Barometertyp. In Calandras Aufsatz wird der Typ des Geräts nicht genannt, obwohl die Antworten des Schülers auf die Verwendung eines tragbaren Aneroidbarometers hinweisen.

Die Barometer-Frage ist eine moderne Sage in Bildung und Wissenschaft. Für die Lösung eines Problems, das eigentlich eine (institutionell) anerkannte Lösung besitzt, werden möglichst unkonventionelle alternative Lösungswege angeboten. 
Genutzt wird die Barometer-Frage u. a. als Anekdote, um für Kreativität und unkonventionelle Denkrichtungen zu sensibilisieren.

## Inhalt
Es gibt zahlreiche Varianten, die jedoch im Kern identisch sind:

„Beschreibe, wie man die Höhe eines Hochhauses mit Hilfe eines Barometers ermittelt.“

Die erwartete Antwort besteht darin, dass der Prüfling mit Hilfe des Barometers am Boden und auf dem Dach des Hochhauses Messwerte für den Luftdruck ermittelt und mit Hilfe der barometrischen Höhenformel die Höhe des Gebäudes berechnet (→ barometrische Höhenmessung).
Die kursierenden Geschichten und Anekdoten zu dieser Frage basieren darauf, dass ein Prüfling statt dieser erwarteten Antwort eine zwar funktionierende, aber vollkommen andere Lösung anbietet. In vielen Versionen wird dem Prüfling zuerst eine falsche Antwort vorgeworfen, nach Protesten oder der Befragung Unparteiischer gilt die Frage dann aber doch teilweise oder vollständig als richtig beantwortet. Häufig wird behauptet, die Prüfung habe in Kopenhagen stattgefunden und der Prüfling sei der junge Niels Bohr gewesen. Zuverlässige Quellen dazu liegen jedoch nicht vor, die ältesten bekannten Quellen stammen aus den 1950er Jahren.
Unabhängig von der Diskussion um die mögliche Urheberschaft haben die Frage und ihre möglichen Antworten einen wichtigen didaktischen Nebeneffekt: Sie vermitteln dem Lernenden, dass man bei einer klar erscheinenden Fragestellung auch mit unkonventionellen Lösungswegen zum Ziel kommen kann.

## Alternative Lösungen
- Das Barometer wird mit einem Seil verbunden und vom Dach des Hochhauses herabgelassen. Sobald das Barometer den Boden berührt, lässt sich die Höhe des Gebäudes durch Messen der Seil- und der Barometerlänge ermitteln.
- Das Barometer wird mit einem leichten Seil verbunden und vom Dach des Gebäudes herabgelassen. Sobald das Barometer den Boden berührt, wird es wieder ein ganz klein wenig hochgezogen und pendeln gelassen. Mit Hilfe der Schwingungszeit lässt sich die Pendellänge und damit die Gebäudehöhe berechnen.
- Man lässt das Barometer vom Dach des Gebäudes herunterfallen und stoppt die Dauer des Falls mit einer Stoppuhr. Die Falllänge und damit die Höhe des Gebäudes werden ermittelt, indem man die Formel zum freien Fall benutzt.
- Man untersucht, wie viele „Baro-Meter“ (Einheiten der Länge des Barometers) das Gebäude hoch ist, indem man das Barometer beispielsweise im Treppenhaus mit Hilfe von Markierungen Stück für Stück verschiebt und rechnet dann die „Barometer-Einheiten“ in das gewünschte Längenmaß um.
- Bei sonnigem Wetter kann man das Barometer aufstellen und die Höhe des Barometers und die Länge seines Schattens messen. Danach ermittelt man die Länge des Gebäudeschattens und errechnet aus einer Verhältnisgleichung die Höhe des Gebäudes.
- Mit einem kürzeren Seil lässt man das Barometer als Pendel zuerst am Boden, danach auf dem Dach des Gebäudes schwingen und misst jeweils die Schwingungsdauer. Aus diesen Werten ermittelt man die unterschiedliche Schwerebeschleunigung und aus der Differenz leitet man gravimetrisch die Gebäudehöhe ab.
- Das Barometer wird vom Dach in einen Wasserbehälter geworfen. Aus der Temperaturdifferenz kann man über kinetische Energie die Fallhöhe (also die Gebäudehöhe) berechnen.
- Man wirft das Barometer vom Dach des Gebäudes und bestimmt die kinetische Energie aus der Verformung des Barometers.

Kompliziert:
- Für Barometer mit Messing-Gehäuse: Man wirft das Barometer vom Dach des Gebäudes durch die Polschuhe eines am Boden liegenden Dauermagneten und bestimmt die Hall-Spannung an zwei seitlichen, gegenüberliegenden Punkten des Barometergehäuses. Aus dieser Spannung kann die Geschwindigkeit des Barometers direkt vor dem Aufprall und daraus mit den Fallgesetzen die Höhe des Gebäudes berechnet werden.
- Man beschleunigt das Barometer mittels einer Wippe und eines Gewichtes senkrecht so nach oben in die Luft, dass der tote Punkt auf der Höhe von 20 Barometerlängen ist. Das dafür benötigte Gewicht wird nun notiert. Im nächsten Versuch wird das Gleiche gemacht; diesmal soll der tote Punkt auf der Höhe des Dachgiebels sein. Mit dem Faktor der dafür benötigten Gewichtszunahme multipliziert man die „20er Barometerhöhe“ und kommt so auf die „Barometerhöhe“ des gesamten Hauses. Dies wird in ein gewünschtes Längenmaß umgerechnet. Um die Höhe dann zu bestätigen, kann man die reine Flugzeit messen und mit der Formel für freien Fall die Höhe errechnen, insofern man noch die Beschleunigungszeit bei der Wippe miteinbezieht. Damit man das Ganze noch dreifach belegen kann, wird die Deformation des Barometers mittels kinetischer Energie in die Höhe des Gebäudes umgerechnet, da das Barometer ja auch noch herunterfällt.

Auffällig ist bei diesen Antworten, dass die von dem Prüfer erwarteten Messungen mit dem Barometer (Luftdruck) durch andere Messungen (Zeit, Länge, Temperatur oder elektrische Spannung) ersetzt werden, es wären also theoretisch weitere Hilfsmittel erforderlich, um die Gebäudehöhe zu ermitteln. Falls kein bestimmtes Längenmaß vorgegeben wäre, könnte man für das Ausmessen des Seiles oder des Schattens (s. o.) auch die oben erwähnten Barometereinheiten verwenden.
Darüber hinaus kursieren weitere Lösungswege, die ohne Messungen auskommen. Diese Antworten beruhen nicht auf physikalischen oder mathematischen Gesetzen:
- Man besucht den Hausmeister des Gebäudes und bietet ihm das Barometer als Gegenleistung dafür, dass er einem die Höhe des Gebäudes verrät.
- Das Barometer dient als Beschwerer, wenn man (wo auch immer) die Baupläne des Gebäudes durchsieht.
- Man versetzt das Gebäude durch Anschlagen mit dem Barometer in Resonanzschwingungen, bis es einstürzt – am nächsten Tag steht in der Zeitung, wie hoch es war. Auch dabei kann das Barometer als Briefbeschwerer während des Zeitungslesens dienen.
- Man hinterlässt das Barometer als Pfand, um einen Laser-Differenzmesser zu erhalten, mit welchem man die Höhe des Gebäudes misst. Danach kann das Barometer gegen Rückgabe des Höhenmessers wieder ausgelöst werden.